# Arrêt UAP

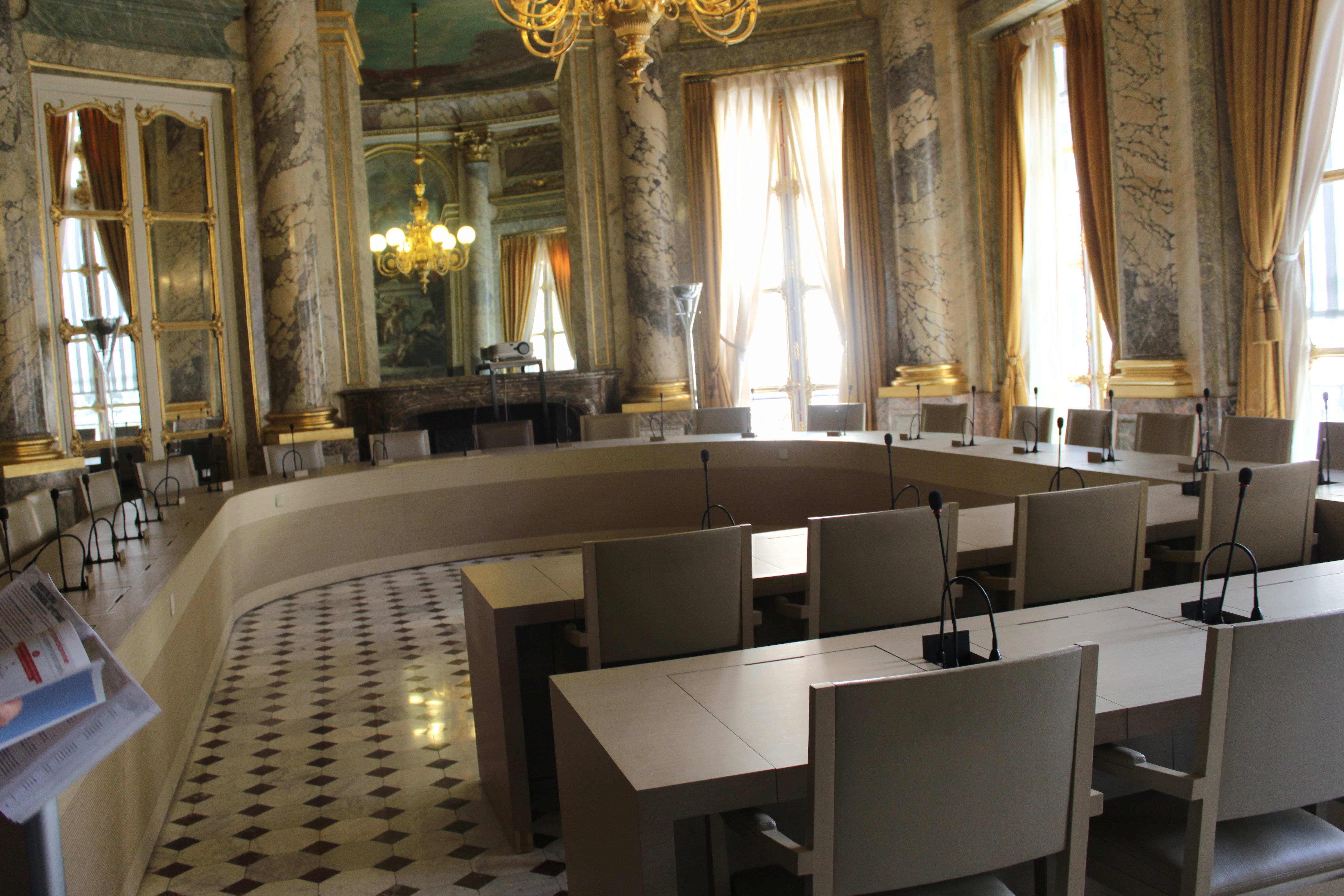
Salle du Tribunal des conflits au sein du Palais royal.

 (février 2024).
L'arrêt UAP est une décision juridictionnelle du Tribunal des conflits rendue le 21 mars 1983. Cet arrêt pose le principe de la présomption du caractère administratif d'un contrat passé entre deux personnes publiques.

## Faits et procédure

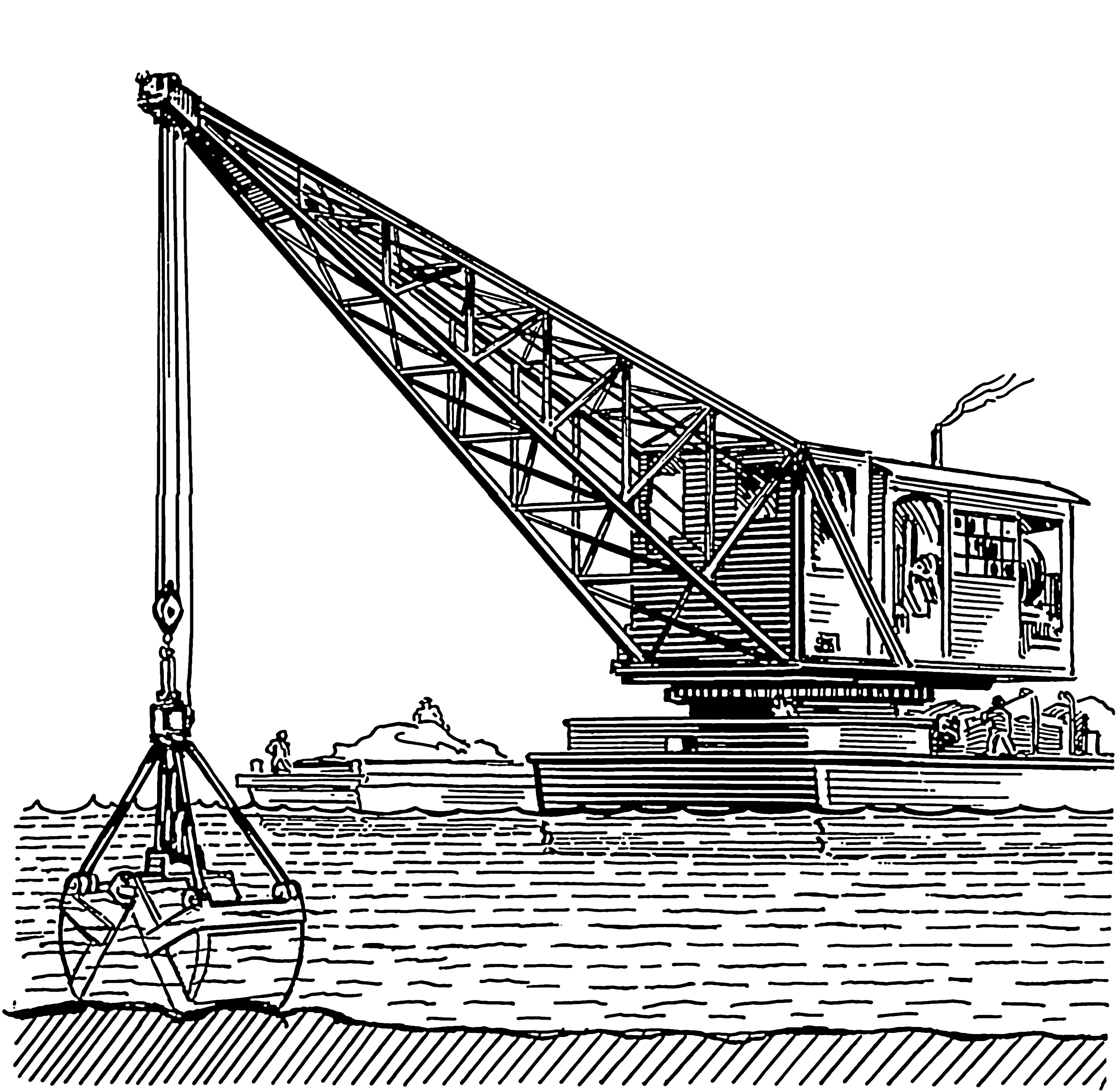
Une drague.

Le Centre National pour l'Exploitation des Océans (CNEXO) a confié par contrat la gestion administrative et logistique d’un navire au secrétariat d’État aux postes et télécommunications. Pendant cette garde, une drague utilisée par le navire, a endommagé un câble sous-marin. Le CNEXO en tant que propriétaire du navire a été condamné à verser des dommages et intérêts en réparation de ce dommage. Son assureur l’Union des Assurances de Paris (UAP) a alors engagé des poursuites contre le secrétariat d’État aux postes et télécommunications afin d’obtenir le remboursement des sommes qu’elle avait du verser en réparation du dommage causé par la drague.
Le litige va être successivement rejeté pour incompétence par les juges judiciaires et administratifs. En effet, il y avait un doute sur la nature du contrat qui liait le secrétariat d’État et le CNEXO. Pour trancher cette question, l'affaire fut portée devant le Tribunal des conflits.

## Problème de droit
Le Tribunal devait définir quel juge était compétent pour connaitre du litige. Pour cela il lui fallait déterminer la nature du contrat entre le secrétariat d’État et le CNEXO. En effet, un contrat administratif relève de la compétence du juge administratif tandis qu'un contrat de droit privé, quant à lui, est dévolue au juge judiciaire.

## Solution
Le tribunal considère que le contrat litigieux est un contrat administratif et que, par conséquent, la compétence juridictionnelle est celle du juge administratif. Le tribunal pose en effet une présomption du caractère administratif des contrats passés entre deux personnes publiques. Cette présomption est simple, elle peut être renversée si le contrat ne fait naître entre les cocontractants que des rapports de droit privé. Dans ce cas, le contrat sera rattaché au droit privé et à la compétence du juge judiciaire.
En l'espèce, le contrat a été passé entre deux personnes publiques (le CNEXO et le secrétariat d’État aux postes et télécommunications) et n'a pas fait naître entre elles des rapports de droit privé. Il s'agit donc d'un contrat administratif.

## Portée de l'arrêt
La présomption du caractère administratif d'un contrat passé entre deux personnes publiques n'est pas vraiment appliquée par le juge administratif. Celui-ci préfère en effet rechercher les critères d'identification alternatifs.[réf. nécessaire]
Par exemple, dans l'arrêt Commune de Bourisp, rendu par le Tribunal des conflits le 11 novembre 1999, le juge cherche à savoir si le contrat litigieux ne contient pas une clause exorbitante de droit commun malgré, qu'en l'espèce, il s'agisse d'un contrat passé entre deux personnes publiques.